# Forest Laboratories
Die Forest Laboratories LLC ist ein US-amerikanisches Pharmazieunternehmen mit Sitz in New York City. Das Unternehmen wurde 1954 von Hans Lowey gegründet.
Forest Laboratories ist unter anderem dafür bekannt, europäische Pharmazeutika in den Vereinigten Staaten zu verkaufen. Eines der meistverkauften Produkte ist das Antidepressivum Citalopram (Celexa®), dessen Verkauf zeitweise 70 % des Umsatzes ausmachte.
2014 wurde Forest Laboratories, Inc. für 25 Mrd. US-Dollar von Actavis übernommen und anschließend in Forest Laboratories LLC umfirmiert.
Das Unternehmen ist nicht zu verwechseln mit dem staatlichen Amt „Forest Products Laboratory“ in den Vereinigten Staaten.